# Gregorios Elias Tabé
Gregorios Elias Tabé (18 tháng 3 năm 1941 – 16 tháng 4 năm 2023) là một Giám mục người Syria của Giáo hội Công giáo nghi lễ Syria, trực thuộc Giáo hội Công giáo Rôma. Ông hiện đảm trách vị trí Tổng giám mục chính tòa Tổng giáo phận Damas (Damascus), nghi lễ Syria. Trước đó, ông cũng đảm nhận nhiều vị trí khác như Giám mục phụ tá Tòa Thượng phụ Antioch, nghi lễ Syria và Giám mục gáio triều Giáo hội Công giáo Syria cũng như Tổng giám mục phó của Damas trước khi kế vị thành Tổng giám mục chính tòa.

## Tiểu sử
Tổng giám mục Gregorios Elias Tabé sinh ngày 18 tháng 3 năm 1941 tại Mardin, thuộc Syria. Sau quá trình tu học dài hạn tại các cơ sở chủng viện theo quy định từ phía Giáo luật, ngày 4 tháng 5 năm 1969, Phó tế Tabé, 28 tuổi, tiến đến việc được truyền chức linh mục.
Sau hơn 25 năm thực hiện các công việc phục vụ trên cương vị là một linh mục, ngày 24 tháng 6 năm 1995, tin tức xác nhận việc linh mục Gregorios Elias Tabé, 54 tuổi, đã được chọn làm Giám mục, cụ thể với vị trí Giám mục Phụ tá Tòa Thượng phụ Antioch, hoặc Giám mục Phụ tá Tổng giáo phận Damascus thuộc nghi lễ Syria, cùng với danh hiệu là Giám mục Hiệu tòa Batnae dei Siri. Lễ tấn phong cho vị tân chức bị trì hoãn và chỉ được tổ chức sau đó gần 6 tháng, vào ngày 7 tháng 1 năm 1996, với phần nghi thức chính yếu của việc truyền chức cử hành cách trọng thể bởi 3 giáo sĩ cấp cao. Chủ phong cho vị giám mục tân cử là Thượng phụ Ignace Antoine II Hayek, Thượng phụ Tòa Thượng ph5u Antioch, thuộc nghi lễ Syria. Hai vị còn lại với vai trò phụ phong gồm có Tổng giám mục Eustathe Joseph Mounayer, Tổng giám mục chính tòa Tổng giáo phận Damascus (Damas), nghi lễ Syria và Tổng giám mục Denys Raboula Antoine Beylouni, Tổng giám mục chính tòa [[Tổng giáo phận Aleppo (Alep [Beroea, Halab])]], cũng thuộc nghi lễ Syria.
Vài tháng sau ngày tấn phong, danh hiệu của Giám mục Tabé được thay đồi thành Giám mục Hiệu tòa Mardin dei Siri. Một năm sau ngày tấn phong, tức 1997, ông được thuyên chuyển làm Giám mục Giáo triều của Giáo hội Công giáo nghi lễ Syria. tuy nhiên, ông cũng chỉ giữ vị trí này trong khoảng hai năm, cho đến ngày 8 tháng 5 năm 1999, được chọn làm Tổng giám mục Phó Tổng giáo phận Damas, nghi lễ Syria. Ông chính thức kế nhiệm chức danh Tổng giám mục chính tòa từ ngày 24 tháng 6 năm 2001.
Ônh qua đời ngày 16 tháng 4 năm 2023, hưởng thọ 82 tuổi.